# Robert Whittaker
Robert Harding Whittaker (27 tháng 12 năm 1920 - 20 tháng 10 năm 1980) là một nhà sinh thái học, phân biệt thực vật người Mỹ, hoạt động trong khoảng thời gian từ năm 1950 - 1970. Ông sinh tại Wichita, Kansas; là cử nhân tại trường Washburn Municipal (nay là Đại học Washburn) ở Topeka, Kansas; và sau nghĩa vụ quân sự, ông trở thành Tiến sĩ tại Đại học Illinois.
Ông giảng dạy và nghiên cứu tại Washington State College ở Hanford, Washington, ở các phòng thí nghiệm quốc gia Hanford, nơi ông đi tiên phong trong sử dụng các chất đánh dấu phóng xạ trong các nghiên cứu hệ sinh thái ở trường Brooklyn College, thuộc ĐH California, Irvine, và cuối cùng là trường ĐH Cornell.
Whittaker là người đầu tiên đề xuất và phát triển sự phân tích nồng độ để giải quyết câu hỏi về cộng đồng sinh thái thực vật. Ông cung cấp bằng chứng thực nghiệm mạnh mẽ chống lại chủ trương phát triển thảm thực vật của Frederic Clements. Whittaker hoạt động nhiều nhất trong lĩnh vực phân tích quần thể thực vật. "Trong suốt cuộc đời của Whittaker là một nhà sáng tạo chính của các phương pháp phân tích cộng đồng và một nhà lãnh đạo trong lĩnh vực đưa dữ liệu thành phần vào tài liệu mẫu, năng suất và sự đa dạng của cộng đồng thực vật đất. Như vậy, Whittaker đã đổi mới được cả về kỹ thuật lấy mẫu thực nghiệm cũng như tổng hợp các lý thuyết toàn diện hơn".
Whittaker được bầu vào Viện hàn lâm khoa học năm 1974, được nhận các giải thưởng của Hiệp hội sinh thái học của Mỹ vào năm 1981. Ông đã hợp tác với nhiều nhà sinh thái học khác như George Woodwell (Dartmouth), W. A. Niering, F. H. Bormann (Yale) and G. E. Likens (Cornell), đặc biệt tích cực hợp tác quốc tế trong nuôi trồng.

## Hệ thống phân loại 5 giới sinh vật
Ông là người đầu tiên đề xuất hệ thống phân loại 5 giới của sinh vật: Khởi sinh, Nguyên sinh, Nấm, Thực vật và Động vật, công bố vào năm 1969. Ông cũng đề nghị các Quần xã sinh vật phân loại, trong đó có 2 yếu tố vô sinh: nhiệt độ và lượng mưa.

## Gia đình
Whittaker kết hôn với nhà sinh hóa học Clara Buehl, một đồng nghiệp tại phòng thí nghiệm Hanford, vào năm 1952. Các con của họ là John Whittaker (sinh năm 1953, là Giáo sư nhân chủng học tại Grinnell College), Paul Whittaker (sinh năm 1955, trước là nhà sinh thái học/côn trùng học, nay là nghệ sĩ trừu tượng và nhiếp ảnh gia tại Evanston, Illinois) và Carl Whittaker (sinh năm 1957, họa sĩ minh họa lịch sử tự nhiên và là đầu bếp chuyên nghiệp tại Ithaca, New York). Clara được chẩn đoán mắc bệnh ung thư năm 1972, sức khỏe bà xấu đi và qua đời vào ngày 31 tháng 12 năm 1976. Whittaker kết hôn với nữ sinh mới tốt nghiệp, Linda Olsvig, năm 1979. Nhưng ông được chẩn đoán mắc bệnh ung thư phổi và qua đời vào ngày 20 tháng 10 năm 1980.